# Rabbinerhaus (Ichenhausen)

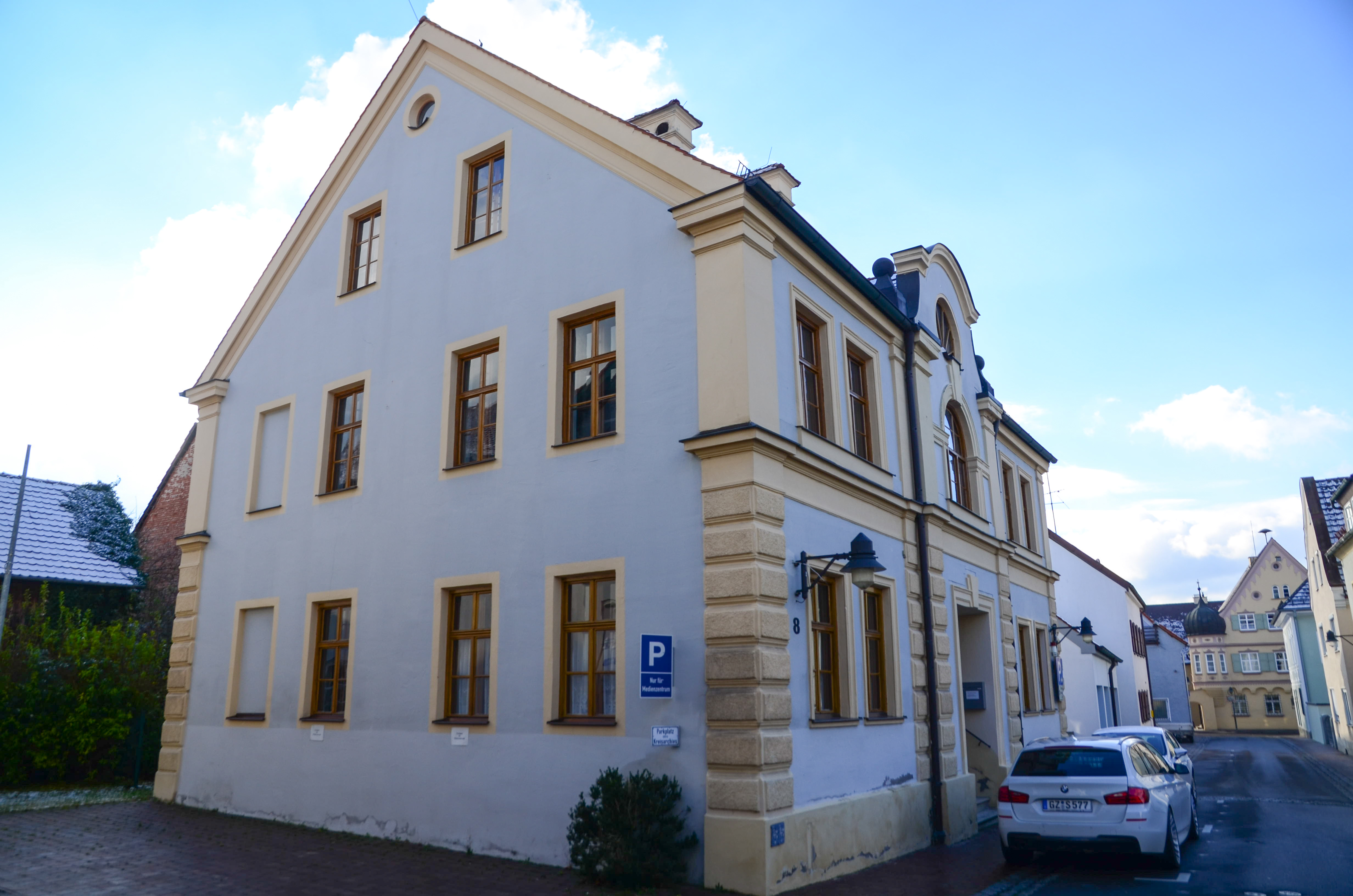
Rabbinerhaus in Ichenhausen

Das Rabbinerhaus in Ichenhausen, einer Stadt im Landkreis Günzburg im bayerischen Regierungsbezirk Schwaben, wurde um 1900  errichtet. Das ehemalige Haus des Rabbiners, gegenüber der Synagoge, an der Von-Stain-Straße 8 ist ein geschütztes Baudenkmal.

## Beschreibung
Der Bau mit geschweiftem Zwerchgiebel und Eckquaderung wurde im Stil des Neubarock errichtet. 